# Prouilly
Prouilly ist eine französische Gemeinde mit 549 Einwohnern (Stand 1. Januar 2022) im Département Marne in der Region Grand Est; sie gehört zum Arrondissement Reims und zum Kanton Fismes-Montagne de Reims.

## Bevölkerungsentwicklung
| Jahr      | 1962 | 1968 | 1975 | 1982 | 1990 | 1999 | 2007 | 2018 |
| Einwohner | 388  | 416  | 459  | 433  | 472  | 554  | 548  | 558  |

## Sehenswürdigkeiten
- Romanische Kirche Saint-Pierre (12./13. Jahrhundert, Monument historique)
- Haus der Tempelritter
- Tumulus La Husse oder La Butte

## Gemeindepartnerschaften
- Soresti (Rumänien) seit 1990